# غراي أوبراين
غراي أوبراين (بالإنجليزية: Gray O'Brien)‏ هو ممثل بريطاني، ولد في 11 أغسطس 1968 في المملكة المتحدة.

## أعمال

### أفلام
- (2006) الملكة[3]

## وصلات خارجية
- غراي أوبراين على موقع IMDb (الإنجليزية)
- غراي أوبراين على موقع قاعدة بيانات الفيلم (الإنجليزية)